# Бонни, Энн
Энн Бонни (англ. Anne Bonny; род. 8 марта 1697, Кинсейл, Королевство Ирландия — 22 апреля 1782, Манстер, там же) — пиратка ирландского происхождения, по прозвищу «повелительница морей».

## Биография
Практически единственным источником биографии является «Всеобщая история пиратов» Чарльза Джонсона (1724).
Энн родилась 8 марта 1697 года в маленьком городке недалеко от Корка в Ирландии, где её отец Уильям Кормак служил адвокатом. Когда девочке исполнилось пять лет, он отправился за океан в Южную Каролину, где стал владельцем большой плантации. Детство Энн прошло в богатом колониальном особняке со множеством слуг. Отец души не чаял в любимой дочери и не пожалел денег, чтобы дать ей хорошее образование.
Она считалась хорошей партией, и отец уже подыскивал ей выгодного жениха. Но она сделала его несчастным, выйдя тайно замуж за Джеймса Бонни, простого матроса, не имевшего в кармане ни одного пенни. Скрываясь от разгневанного отца, молодожёны сели на корабль, отправлявшийся на остров Нью-Провиденс.
Прибыв на место, она быстро сошлась с богатым плантатором Чайлди Байярдом. Однако вскоре произошла безобразная история, в результате которой Энни оказалась замешанной в убийстве двоюродной сестры губернатора Ямайки. Энн бросили в тюрьму, правда ненадолго. К счастью для неё, Байярд не поскупился на солидную взятку, чтобы вызволить её оттуда. Вместе с ним Энн совершила несколько торговых поездок по Новому Свету.
Через некоторое время она стала тяготиться обществом Байярда. В мае 1719 года она познакомилась в одной из таверн с пиратом Д. Рэкхемом, который начал оказывать ей постоянные знаки внимания.
Энн Бонни всё ещё была женой мелкого пирата Джеймса Бонни, который перешёл на сторону властей и теперь влачил жалкое существование, информируя губернатора о своих бывших товарищах. Энн и Джек увлеклись друг другом и даже ходатайствовали к губернатору об аннулировании брака Энн. Получив отказ, Джек решил собрать команду, захватить подходящее судно и снова заняться пиратством. Энн переоделась в мужскую одежду и последовала за Рэкхэмом, который взял её с собой в море.
Энн Бонни не раз доказывала, что никому не уступит в смелости и умении драться. Волею случая они с Рэкхэмом захватили корабль, на котором плыла переодетая мужчиной Мэри Рид. Рид, за спиной которой была армейская подготовка, была единственным пассажиром, не сдавшимся пиратам и принявшим бой. После нескольких неудачных попыток справиться с Рид, ей предложили присоединиться к команде и она согласилась. С этого времени Бонни, Рид и Рэкхем пиратствовали втроём.
В октябре 1720 года Мэри, Энн и Рэкхэм все же были пойманы капитаном Джонатаном Барнетом по приказу губернатора Ямайки Николаса Лоуса.
Её казнь, а также казнь Мэри все время откладывалась по причине беременности. Отцы были неизвестны. По слухам Энн и Мери неоднократно предлагали себя страже, так как понимали, что это единственное, что убережет их от казни. В конце концов, приговор так и не был приведён в исполнение. С этого момента история Энн Бонни исчезает из официальных записей. Существует несколько (абсолютно ничем не подкрепленных) предположений о её дальнейшей судьбе. По одной из них она вновь связалась с пиратами и погибла в одной из абордажных схваток. По другой — была выкуплена своей богатой семьёй. Согласно Оксфордскому словарю национальной биографии (англ. Oxford Dictionary of National Biography) представленные потомками Энн доказательства говорят о её дальнейшей жизни следующее:
Её отцу удалось добиться освобождения Энн Бонни из тюрьмы и вернуть её обратно в Чарльстон, где она и родила второго ребёнка Рэкхэма. 21 декабря 1721 года она вышла замуж за Джозефа Берли, с которым впоследствии у них было десять детей. Она умерла 22 апреля 1782 года в Южной Каролине почтенной женщиной в возрасте 85 лет и была похоронена 24 апреля того же года.
Если верить «Забытым историям Южной Каролины» (англ. Forgotten Tales of South Carolina) Шермана Кармайкла, Энн Бонни похоронена на кладбище Графства Йорк, в Виргинии.

## Фильмы и видео
- «Испанские морские владения[англ.]» / The Spanish Main (1945). В роли Бинни Барнс.
- «Анна — королева пиратов[англ.]» (1951). В роли Джин Питерс.
- Череп и кости / Double Crossbones (1951). В роли Хоуп Эмерсон.
- «Капитан Кидд и рабыня» / Captain Kidd and the Slave Girl (1954). В роли Соня Сорель.
- The Buccaneers — Gentleman Jack and the Lady (1956) (телесериал)
- Пираты / Pirates (1986) (ТВ). В роли Ванда Вентем.
- Pirates (1998). В роли Лорна Беннетт.
- Die Abrafaxe — Unter schwarzer Flagge (мультфильм, 2001). Озвучила Нена.
- Пираты Острова Сокровищ / Pirates of Treasure Island (2006). В роли Ребека Кохан.
- Pirates, Sky / Discovery Channel (ТВ, документальный)
- Вся правда о карибских пиратах (2006) (ТВ, документальный)
- Carolina Stories: Pirates of the Carolinas (2007) (ТВ). В роли Лиза Роуз.
- Case Closed: Jolly Roger in the Deep Azure (2007)
- Чёрные паруса (2014—2017) (ТВ). В роли Клара Пэджет
- Записки экспедитора Тайной канцелярии (2011). в роли Екатерина Юдина.

Аниме и манга
- One Piece

Игры
- Pirate's Cove (настольная игра 2002 г.)
- Anachronism (настольная игра)
- Atlantica Online (MMORPG)
- World of Warcraft (MMORPG)
- Tropico 2: Pirate Cove
- The 39 Clues, книга 9 (серия интерактивных романов и игра)
- Assassin's Creed IV: Black Flag
- Uncharted 4: A Thief’s End
- Fate/Grand Order

## Факты
- В русском переводе произведения Хорхе Луиса Борхеса «Вдова Чинга, пиратка» её имя пишется как Энн Боней  Архивная копия от 22 июля 2018 на Wayback Machine.

## Источник
- Полная биография на сайте ВЕСЕЛЫЙ РОДЖЕР — история морского разбоя. Архивная копия от 18 июня 2009 на Wayback Machine
- Женщины-пиратки: правда и вымысел (сайт ВЕСЕЛЫЙ РОДЖЕР). Архивная копия от 7 апреля 2010 на Wayback Machine
- «Ann Bonny and Mary Read’s Trial». Pirate Documents. Retrieved 14 March 2014.